# リンカーン記念堂のリフレクティング・プール

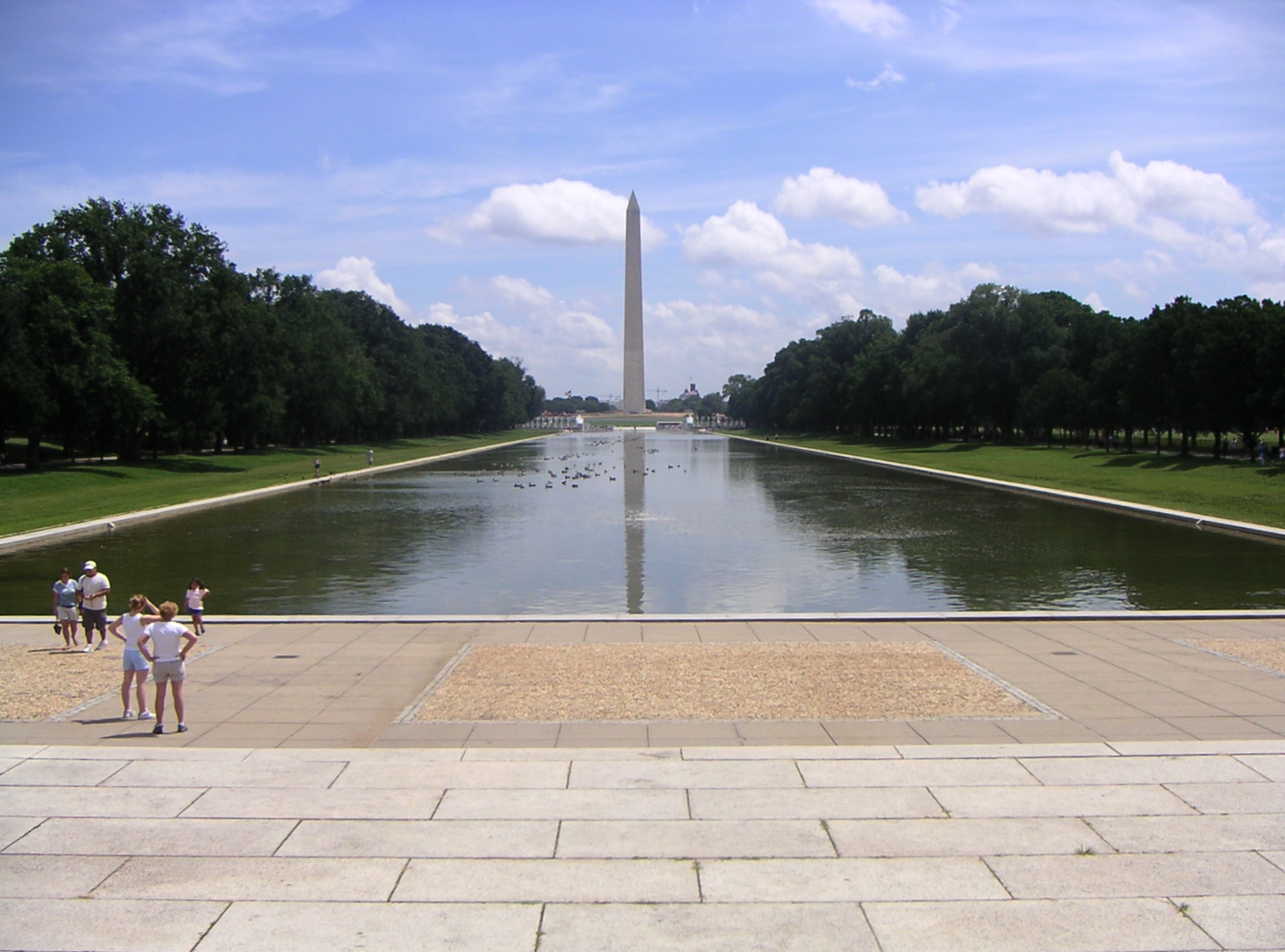
リンカーン記念堂を背に、ワシントン記念塔を撮影したリフレクティング・プール。

リンカーン記念堂のリフレクティング・プール（英語: Reflecting Pool）は、アメリカ合衆国の首都であるワシントンD.C.のナショナル・モールに広がる人工の池の名称。ナショナル・モール西端のリンカーン記念堂前面から、第二次世界大戦記念碑を隔てて中心に聳え立つワシントン記念塔まで伸びている。

## 概要
ワシントンD.C.にあるリフレクティング・プールとしては、リンカーン記念堂の東面前方に真っ直ぐに位置している方のリフレクティング・プールがよく知られているようである。プール自体は上の画像に同じく、ワシントン記念塔に向かって長く長方形に伸びている。「リフレクティング（反射）」と名の付く通り、特に晴れの日にはプールがワシントン記念塔をくっきりとその水面に映し出すのが見られ、また日中での日光や、夜間にライトアップされるリンカーン記念館をも美しく反射させる。
このプールはナショナル・モールの西端に位置し、全体の大きさは(長さ)およそ618メートル（2029フィート）、横幅がおよそ51メートル（167フィート）である。深さは両端の部分で46センチメートル（18インチ）程しか無く、プールの中心部は76センチメートル（30インチ）と端よりやや深い。またプール全体の水はおよそ2550万リットル（675万ガロン）あるとされる。

## 改修工事
リンカーン記念堂側のプールは、2011年5月から1年6ヶ月の期間と3,070万ドルの予算をかけて改修工事を行っている。これによって水の供給システムが変更され、以前は市の水道水を溜めていただけだった水がタイダルベイスンの水と循環するようになる。またプールの南北には擦り切れた芝生に代わり舗装された歩道が作られる予定である。

## 関連作品
リンカーン記念堂前方のリフレクティング・プールは、映画「フォレスト・ガンプ」の中で、トム・ハンクス扮するフォレスト・ガンプとロビン・ライト・ペン（映画撮影当時の名前はロビン・ライト）扮するジェニー・カランがプールの中心で抱き合うシーンは有名。他にも数本の映画にも登場し、またポストカードやポスターの写真にはワシントン記念塔やリンカーン記念堂を水面に反射させている描写が数多く見られる。

## ギャラリー

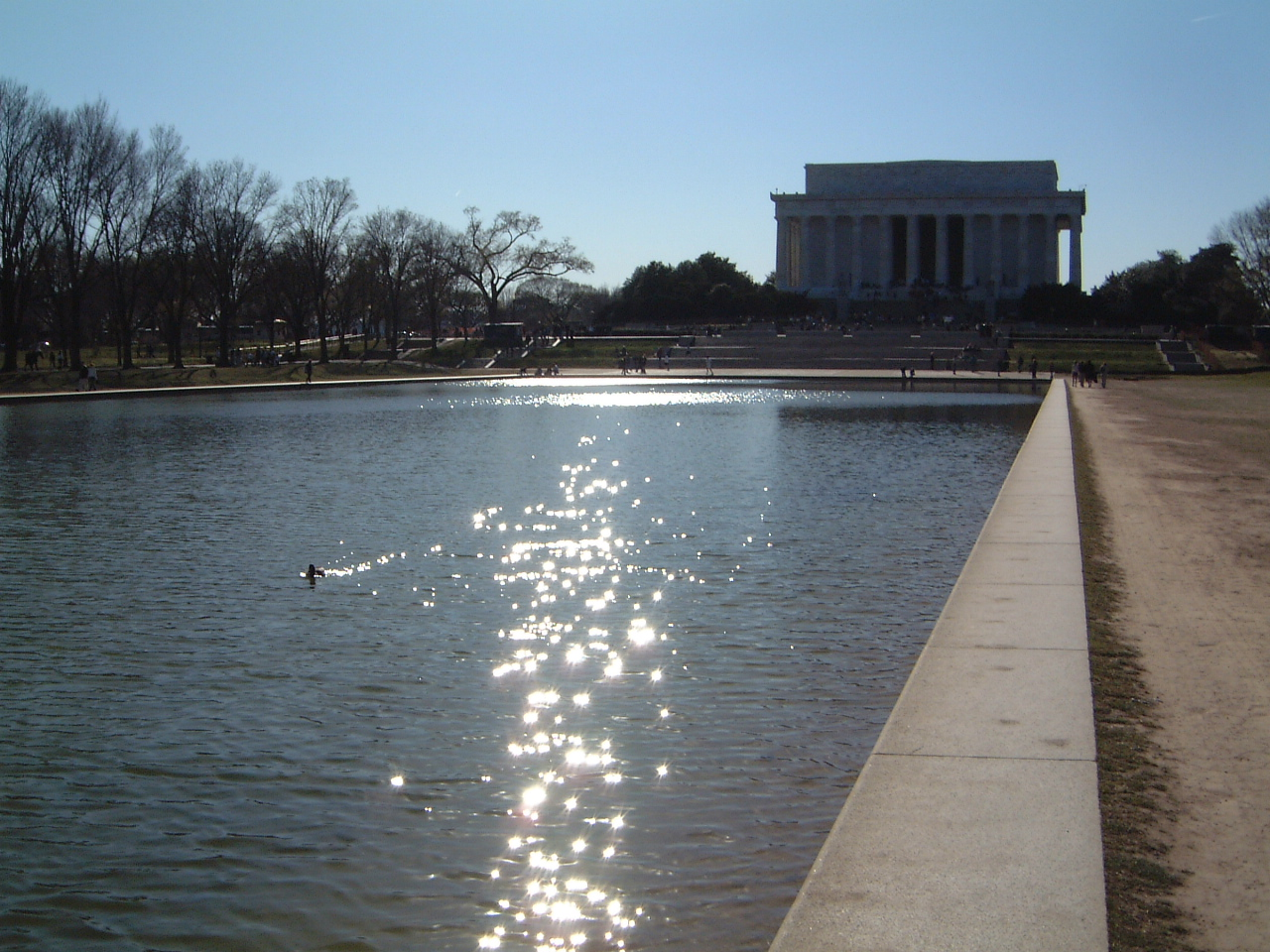
晴れた日には日光が反射する他、水面に鴨が泳いでいることもしばしば。
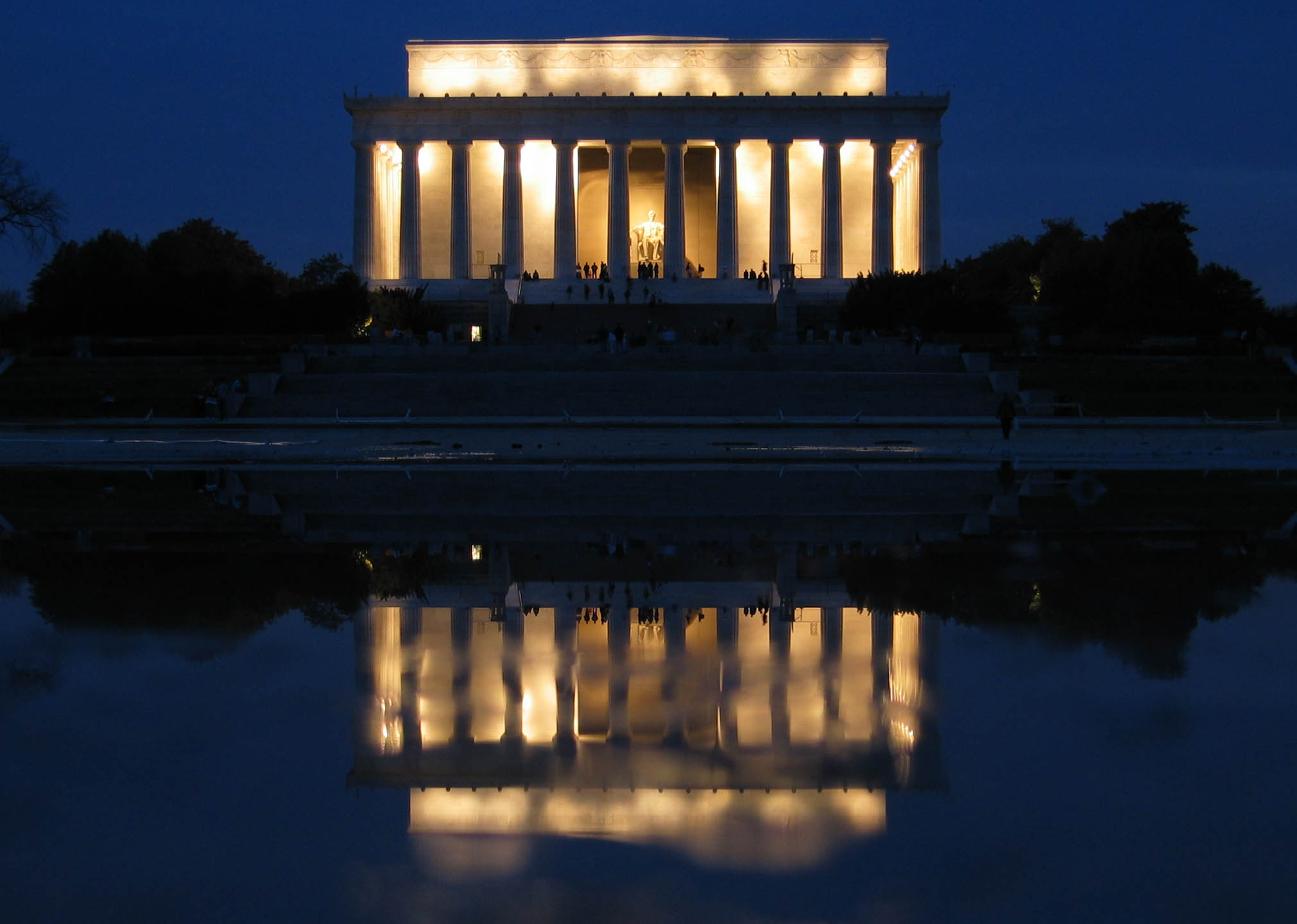
夜間に反射されるリンカーン記念堂のライトアップ。